# Roberto Bettega
Roberto Bettega (Turim, 27 de Dezembro de 1950) é um ex-futebolista italiano. Considerado um atacante de grande habilidade e um dos mais temidos de sua época, Bettega viveu seus melhores momentos na carreira defendendo os Vecchia Signora, onde permaneceu durante treze temporadas.

## Carreira

### Juventus
Nascido na famosa Turim, Bettega iniciou sua carreira no futebol muito cedo, com apenas dez anos, ingressando nas categorias de base da tradicional Juventus, no início dos anos sessenta. Alguns meses após completar dezoito anos, e não tendo recebido oportunidades na equipe principal bianconeri, foi emprestado ao modesto Varese durante uma temporada. Aproveitando a oportunidade nos Leopardi, Bettega mostrou toda sua habilidade durante sua passagem, sendo um dos principais nomes da equipe, além de terminar como artilheiro do campeonato.
Após sua ótima passagem na equipe, retornou a Juventus, onde continuou com suas brilhantes performance durante as treze temporadas que permaneceu na equipe. Durante sua passagem, conquistou nove títulos nacionais, além de um europeu. Ainda em sua antepenúltima temporada nos bianconeri, foi artilheiro do campeonato, dessa vez com três tentos a mais. Logo, se transferiu para os canadenses do Toronto Blizzard, onde permaneceu durante duas temporadas, tendo boas participações, apesar de não demonstrar a antiga habilidade.

## Seleção Italiana
Bettega também defendeu a Squadra Azzurra durante oito anos. Esteve presente na Copa de 1978, onde marcou dois tentos, sendo eleito para a seleção do torneio, após seu término. Também esteve presente na disputa da Euro de 1980, tendo uma participação mais discreta que no torneio anterior. Nome certo na lista de convocados para a Copa de 1982, Bettega sofreu uma grave lesão dos ligamentos no joelho, após chocar-se contra um goleiro durante uma partida pela Juventus. Após isso, nunca mais defendeu a equipe.

## Após parar
Após parar com a carreira profissional, Bettega não seguiu a carreira como treinador. Mais tarde, assumiu como diretor da Juventus, permanecendo durante alguns anos, mas acabou saindo após o escândalo de 2006. Dois anos após sua saída, Bettega retorno como vice-diretor geral, em dezembro de 2009. Curiosamente, após sua saída da diretoria, seu filho Alessandro, que disputava sua primeira temporada como profissional pela Juve, também saiu, não defendendo mais nenhuma equipe de destaque no futebol nacional.

## Títulos

### Clubes
Juventus
- Serie A: 1971–72, 1972–73, 1974–75, 1976–77, 1977–78, 1980–81, 1981–82
- Coppa Italia: 1978–79
- UEFA Cup: 1976–77

Varese
- Serie B: 1969–70

### Individual
- Serie A Top-scorer: 1979–80
- Serie B Top-scorer: 1969–70
- FIFA World Cup All-star Team: 1978[4]
- IFFHS ALL TIME DREAM TEAMS ITALY (Time C)[5]